# Hiếu An Hoàng hậu (Minh Mục Tông)
Hiếu An Hoàng hậu (chữ Hán: 孝安皇后, 20 tháng 2, 1536 － 6 tháng 8, 1596), còn gọi Nhân Thánh Hoàng thái hậu (仁聖皇太后) hay Từ Khánh cung Hoàng thái hậu (慈慶宮皇太后), là Hoàng hậu duy nhất tại vị dưới triều Minh Mục Tông Long Khánh hoàng đế. Tuy không phải sinh mẫu, nhưng bà được Minh Thần Tông Vạn Lịch hoàng đế hết lòng hiếu thuận, và cùng với Hiếu Định Hoàng hậu Lý thị tình cảm như chị em.
Sau khi qua đời, tuy là chính thất Hoàng hậu nhưng thụy hiệu của bà không có Đế thụy Trang (莊) của Mục Tông, vì bà là kế thất của Mục Tông, còn nguyên phối của ông là Hiếu Ý Trang hoàng hậu. Dù vậy bà vẫn là vị Hoàng hậu tại vị duy nhất. Khi bà qua đời, thần chủ cũng không ở chính điện của Phụng Tiên điện mà ở 1 gian riêng biệt.

## Tiểu sử
Hiếu An hoàng hậu mang họ Trần (陈氏), sinh ngày 29 tháng 1 (âm lịch) năm Gia Tĩnh thứ 15 (1536) thời Minh Thế Tông, nguyên quán ở Thông Châu. Cha là Cố An bá Trần Cảnh Hành (固安伯陳景行), đương thời ông đang giữ chức Cẩm y vệ Phó thiên hộ (锦衣卫副千户).
Năm Gia Tĩnh thứ 37 (1558), dưới triều Minh Thế Tông Gia Tĩnh hoàng đế, Dụ vương phi Lý thị qua đời. Trần thị được ban hôn trở thành Dụ vương Kế phi (裕王继妃). Hiếu Định thái hậu Lý thị khi ấy đang là cung nữ theo hầu Trần Vương phi.

## Hoàng hậu
Năm Gia Tĩnh thứ 45 (1566), Thế Tông hoàng đế băng hà, Dụ vương Chu Tái Hậu lên ngôi, lấy niên hiệu Long Khánh (隆慶), tức Minh Mục Tông. Long Khánh nguyên niên, sách lập Trần thị lên ngôi Hoàng hậu.
Trần hoàng hậu tuy có dung mạo xinh đẹp nhưng không được sủng ái vì bà không có con. Bà mắc nhiều bệnh, bị Minh Mục Tông ghẻ lạnh và đưa vào ở trong biệt cung. Cung nữ Lý thị theo hầu Trần hoàng hậu được Mục Tông sủng hạnh, sinh ra Hoàng tam tử Chu Dực Quân (朱翊鈞). Lý thị được phong làm Quý phi ngay sau đó. Mặc dù chỉ là Đích mẫu, Thái tử vẫn rất hiếu thuận với đích mẫu Trần hoàng hậu, mỗi khi bái yết xong lễ ở Phụng Tiên điện cùng Mục Tông và Lý Quý phi, thì ngay sau đó Thái tử liền đến yết kiến Trần hoàng hậu.

## Hoàng thái hậu
Năm Long Khánh thứ 6 (1572), Minh Mục Tông băng hà. Thái tử Chu Dực Quân nối ngôi, lấy niên hiệu là Vạn Lịch (萬曆), tức Minh Thần Tông. Trần hoàng hậu được phong tôn hiệu là Nhân Thánh hoàng thái hậu (仁聖皇太后), ngự tại Từ Khánh cung (慈慶宮).
Năm Vạn Lịch thứ 6 (1578), Trần Thái hậu được thêm tự vào tôn hiệu là Nhân Thánh Trinh Ý hoàng thái hậu (仁聖貞懿皇太后). Năm thứ 10 (1582), tôn hiệu được thêm là Nhân Thánh Trinh Ý Khang Tĩnh hoàng thái hậu (仁聖貞懿康靜皇太后). Vạn Lịch Đế hiếu thuận chu đáo với Lưỡng cung Thái hậu.
Năm Vạn Lịch thứ 24 (1596), ngày 13 tháng 7 (âm lịch), Trần Thái hậu băng hà. Bà được an táng với thụy hiệu là Hiếu An Trinh Ý Cung Thuần Ôn Huệ Tá Thiên Hoằng Thánh hoàng hậu (孝安貞懿恭純溫惠佐天弘聖皇后), bà không có Đế thụy "Trang" của Minh Mục Tông do bà không phải nguyên phối thê tử, do vậy chỉ có Lý vương phi có Đế thụy. Bà được thờ tự tại 1 gian riêng ở Phụng Tiên điện.